# Arrhyton tanyplectum
Arrhyton tanyplectum — вид змій родини полозових (Colubridae). Ендемік Куби.

## Поширення і екологія
Arrhyton tanyplectum мешкають в горах Сьєрра-де-лос-Органос в провінції Пінар-дель-Ріо на заході Куби. Вони живуть в тропічних лісах серед пагорбів моготе, на висоті від 25 до 200 м над рівнем моря.

## Збереження
МСОП класифікує цей вид як такий, що перебуває під загрозою зникнення. Arrhyton tanyplectum загрожує знищення природного середовища.